# Hilltown
Hilltown (Iers: Baile Hill) is een plaats in het Noord-Ierse County Down. Hilltown telt 903 inwoners. Van de bevolking is 2,8% protestant en 96,9% katholiek.